# Florian Ostertag

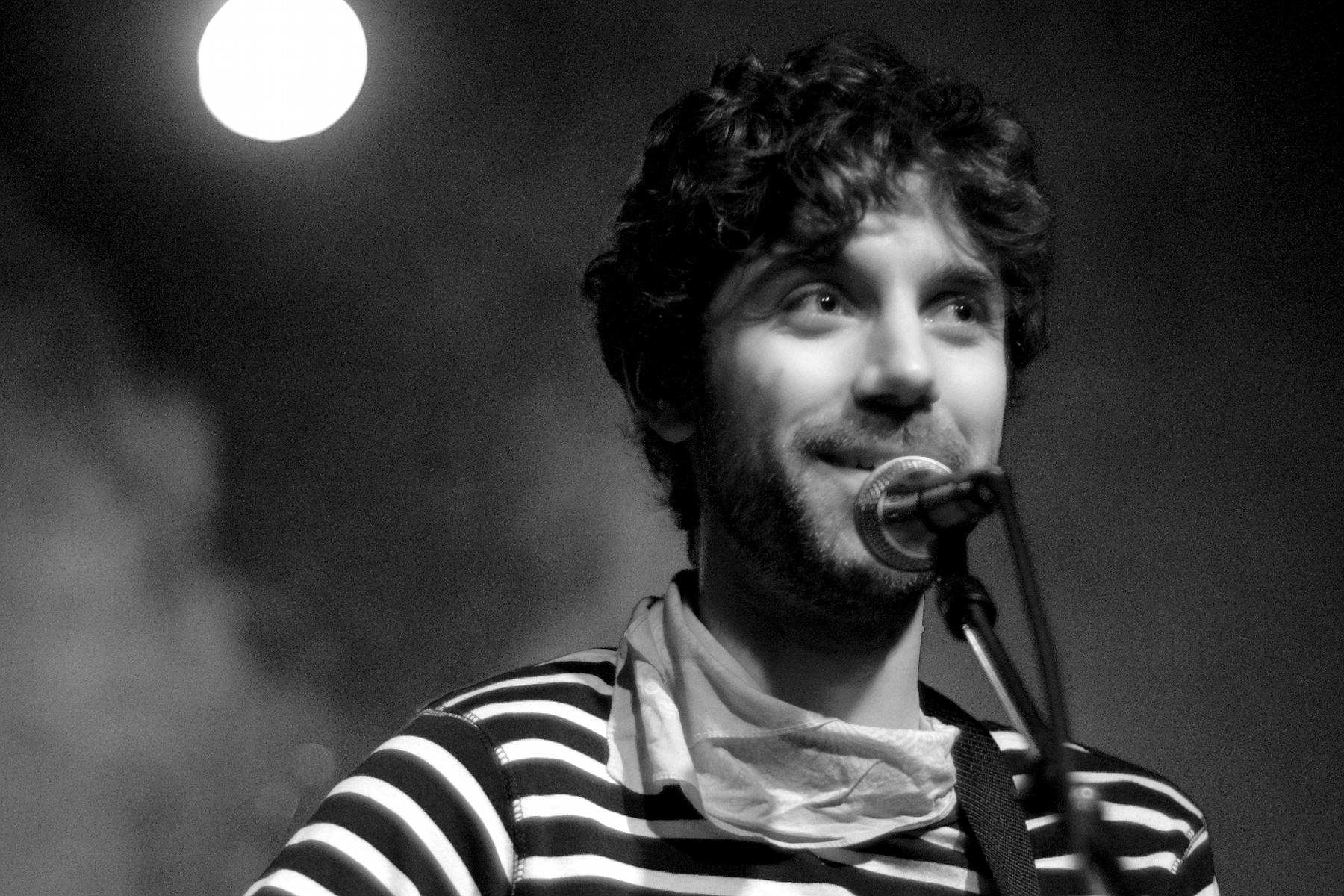
Florian Ostertag

Florian Ostertag (* 17. Februar 1980) ist ein deutscher Singer-Songwriter.

## Biografie
Ostertag begann seine Karriere als Musiker 2002 mit seiner Band The Internal Soul Federation. Nach einigen Jahren auf kleineren Bühnen wurde er als Solokünstler unter seinem bürgerlichen Namen aktiv und tourte mit Künstlern wie Boy, der Alin Coen Band und Joris. Er ist außerdem festes Bandmitglied bei Philipp Poisel und gehörte auch zur Band von Lena Meyer-Landrut. Ostertag spielt Gitarre, Mandoline, Klavier, Harmonium und Akkordeon. Er ist ausgebildeter Tontechniker und hat ein Studium der Elektrotechnik absolviert. Für Luca Hänni schrieb er gemeinsam mit Frank Pilsl und Philipp Poisel den Song „Eiserner Steg“.
Einem breiteren Publikum wurde Ostertag durch seine Auftritte in dem Fernsehformat TV Noir bekannt, mit dessen Moderator Christoph „Tex“ Drieschner er auch tourte. Sein melancholisches Debütalbum mit dem Titel The Constant Search erschien 2009, drei Jahre später folgte eine EP mit neuen Songs und Live-Versionen einiger Stücke.
Im Jahre 2017 erschien ein Dokumentarfilm des Regisseurs Niclas Mehne über Ostertag. Er trägt in Anlehnung an das Debütalbum den Titel The Constant Search Florian Ostertag. In dem Film kommen neben Ostertag auch dessen Eltern sowie die Musiker zu Wort, die ihn bei seinen Auftritten als Live-Band begleiten. Außerdem äußern sich Alin Coen, Tex und Philipp Poisel zum Künstler Ostertag. Der Film wurde im Rahmen einer Konzerttour im Frühjahr 2017 in einigen deutschen Städten aufgeführt. Ein Zitat aus jenem Film:

„Er hat mit Sicherheit die musikalische Qualität, erfolgreich zu sein. Aber er hat eben auch die menschliche Qualität, das nicht zu brauchen.“

Zehn Jahre nach dem Debütalbum veröffentlichte Ostertag dann im Jahre 2019 das Album Flo and the Machine, zunächst im Selbstverlag. Der Titel ist eine Anspielung auf den Namen der bekannten englischen Band „Florence + The Machine“ um die Singer-Songwriterin Florence Leontine Mary Welch. Das Album kommt als klassisches Vinyl oder als Songbook mit Texten, Gitarrenakkorden und beiliegender CD daher und erschien im Februar 2020 offiziell bei AdP Records.

## Preise und Auszeichnungen
- 2011 erhielt Ostertag den Musikpreis des Verbandes der Deutschen Konzertdirektionen, mit dem „junge Musiker oder Ensembles, beziehungsweise Bands, die zur Entwicklung eines innovativen, hochwertigen und vielfältigen Musiklebens in Deutschland beitragen“,[2] gefördert werden.

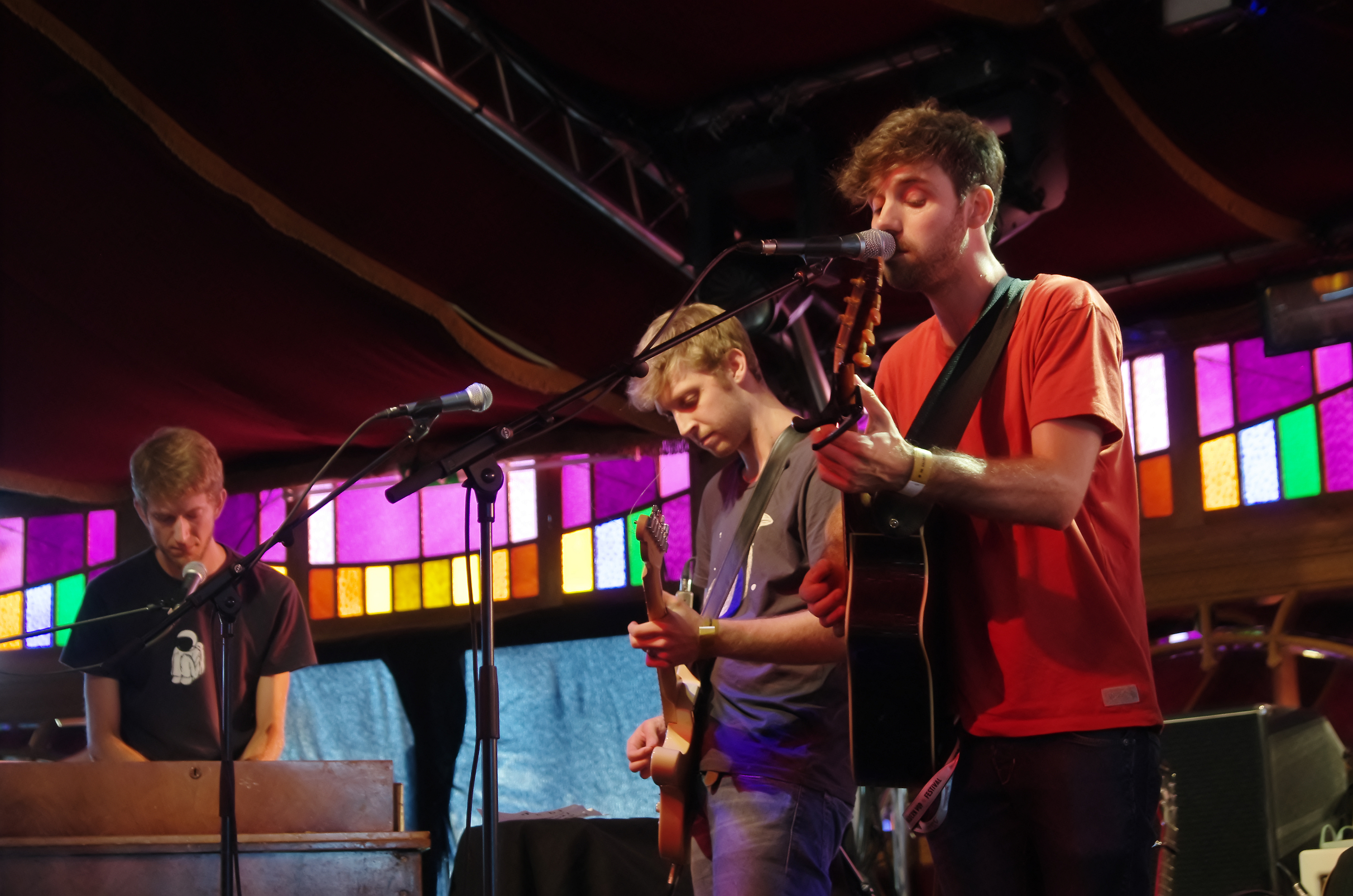
Florian Ostertag (ganz rechts) und Band beim Haldern Pop Festival 2013

## Diskografie
- The Constant Search (2009)
- The Maria Sessions EP (2012)
- Flo and the Machine (2019)

## Filmografie
- The Constant Search Florian Ostertag. Ein Dokumentarfilm von Niclas Mehne, produziert von Niclas Mehne & Maximilian Selas. Länge: 71 Minuten. Produktion: Nine Yellow Fantastic Apes Production & Selasfilm (2017)